# Margaridisa
Margaridisa là một chi bọ cánh cứng trong họ Chrysomelidae.
Chi này được miêu tả khoa học năm 1958 bởi Bechyne.

## Các loài
Các loài trong chi này gồm:
- Margaridisa acalyphaea Bechyne, 1997
- Margaridisa buritiensis Bechyne & Springlova de Bechyne, 1978
- Margaridisa genalis Bechyne & Springlova de Bechyne, 1978
- Margaridisa hippuriphilina Bechyne & Springlova de Bechyne, 1978
- Margaridisa mera Bechyne & Springlova de Bechyne, 1978
- Margaridisa praesignata Bechyne, 1997